# Różowy cadillac
Różowy cadillac – amerykańska komedia sensacyjna z 1989 roku.

## Główne role
- Clint Eastwood jako Tommy Nowak
- Bernadette Peters jako Lou Ann McGuinn
- Timothy Carhart jako Roy McGuinn
- Michael Des Barres jako Alex
- Jimmie F. Skaggs jako Billy Dunston
- Bill Moseley jako Darrell
- Michael Champion jako Ken Lee
- William Hickey jako Pan Barton
- Geoffrey Lewis jako Ricky Z
- Gary Howard Klar jako Randy Bates

## Fabuła
Łowca nagród Tommy Nowak dostaje zlecenie znalezienia Roya McGuinna. Gdy dociera do jego domu zastaje jego żonę Lou Ann. Kobieta jest zrozpaczona, bo mąż uciekł i zabrał z sobą dziecko. Nowak razem z Lou Ann zaczyna go szukać.